# Comité Popular Provisional de Corea del Norte
El Comité Popular para Corea del Norte (en chosŏn'gŭl, 북조선인민위원회; en hancha, 北朝鮮人民委員會; romanización revisada, Bukjoseon Inmin Wiwonhoe; McCune-Reischauer, Pukchosǒn Inmin Wiwŏnhoe) fue el gobierno provisional que administró la parte norte de la península de Corea siguiendo a la división de la misma, hecha por Estados Unidos y la Unión Soviética después de la rendición del Imperio de Japón en 1945, tras la Segunda Guerra Mundial. El gobierno estaba ampliamente diseñado a partir de los ideales comunistas.

## Establecimiento
El gobierno provisional fue formado en febrero de 1946 bajo el mando de Kim Il-sung, quien había pasado los últimos años de la guerra entrenando con el Ejército Rojo en Manchuria, al norte de China. Conflictos y peleas por el poder se elevaron a sus niveles más altos en Pionyang debido a diversos aspirantes que buscaban ganar puestos de poder en el nuevo gobierno. De forma local, los comités populares atacaron abiertamente a colaboradores de la oposición y a los terratenientes, confiscando muchas de sus tierras y posesiones. Como consecuencia, muchos de estos colaboradores desaparecieron o fueron asesinados. Fue en las provincias y trabajando con estos mismos comités populares, que el eventual líder de Corea del Norte, Kim Il-sung, fue capaz de reunir a muchos simpatizantes que lo llevarían al poder, superando a sus rivales políticos que permanecieron en Pionyang. A través de los Coreanos de Agosto organizó dentro de los comités populares a través de todo el país el "Comité para la Preparación de la Independencia Coreana" (en chosŏn'gŭl, 건국준비위원회; en hancha, 建國準備委員會; romanización revisada, Geonguk Jonbi Wiwonhoe; McCune-Reischauer, Kŏnkuk Chonpi Wiwŏnhoe). El Ejército Rojo permitió que estos comités continuaran funcionando debido a que simpatizaban con la Unión Soviética, pero aun así estableció una Autoridad Civil Soviética para comenzar a centralizar los comités independientes. Posteriores comités provisionales fueron establecidos a través del país, poniendo a los comunistas en puestos clave.

## Reformas
En marzo de 1946 Kim Il-sung inició un programa de reforma agraria radical, el cual permitió la repartición de tierras de los japoneses y sus colaboradores a manos de granjeros pobres, organizándolos bajo los comités populares. A los terratenientes les estaba permitido mantener solamente la misma cantidad de tierra que los agricultores pobres, quienes una vez rentaron sus tierras, haciendo así, una distribución más equitativa de la tierra. La reforma agraria de Corea del Norte se alcanzó de una forma menos violenta que las reformas de la República Popular China o de Vietnam. Fuentes oficiales estadounidenses declararon que "los anteriores líderes de los pueblos fueron eliminados como fuerza política sin recurrir al derramamiento de sangre, pero se tomó extremo cuidado para evitar que los mismos volvieran al poder". Esto fue muy beneficioso para los granjeros, pero causó que muchos colaboradores de los japoneses y anteriores terratenientes huyeran a Corea del Sur, en donde muchos de ellos obtuvieron puestos en el nuevo Gobierno surcoreano. De acuerdo con el Gobierno militar estadounidense, 400.000 norcoreanos huyeron al sur como refugiados.
Las industrias más importantes fueron nacionalizadas. La situación económica estaba casi igual de difícil que en el sur, debido a que los japoneses concentraron la agricultura en el sur y la industria pesada en el norte.

## Disolución
La República Popular Democrática de Corea (actual Corea del Norte) fue proclamada el 9 de septiembre de 1948, desintegrando el gobierno provisional.
Las fuerzas soviéticas del Ejército Rojo salieron de territorio coreano ese mismo año.